# 紫背苇鳽
紫背苇鳽（学名：Ixobrychus eurhythmus）为鹭科葦鷺屬的鸟类，又名紫背葦鳽，俗名水骆驼、秋鳽。是一種小型葦鳽（葦鳽亞科Botaurinae的鳥類），以19世紀的俄國博物學家施蘭克命名。

## 描述
雄性上體均為栗色，下體和翅膀的覆羽為淡黃色。雌性和幼鳥全身為栗色，上體有白色斑點，下體有白色條紋。飛行時能見到黑色的飛羽和尾羽。這是一種小型物種，長度為33至38 cm（13至15英寸），具有短頸、較長的黃色喙和黃色的腿。

## 分佈和棲地

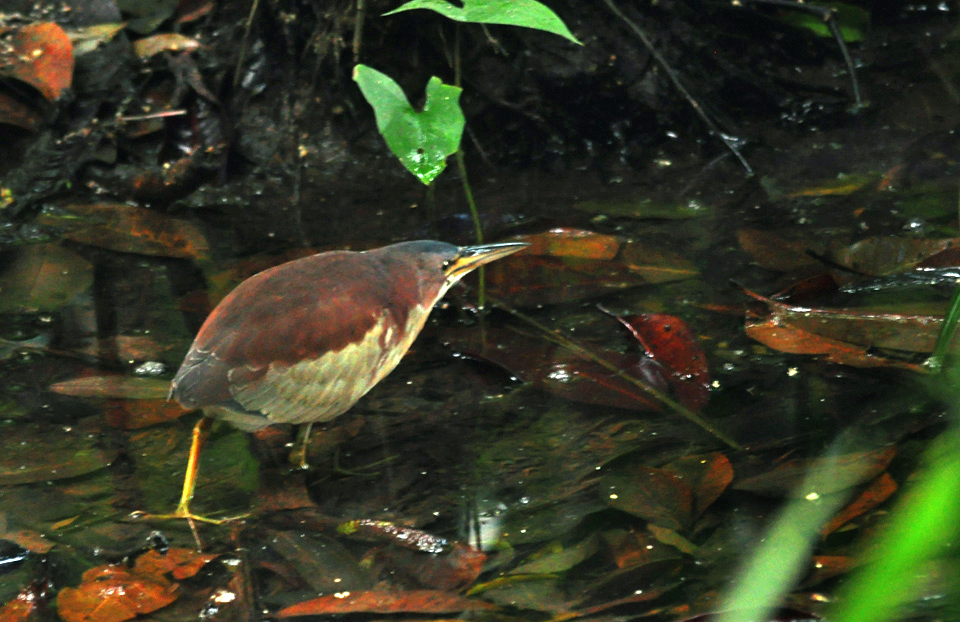
覓食中的秋小鷺, 攝於 中央集水區自然保護區,新加坡

分布于亚洲东部，包括马来西亚、巽他群岛、菲律宾、台灣及中國的东北、華北、華南、长江流域、浙江、福建、四川、西藏、云南、海南等地。多生活于水库和山脚边的稻田、芦苇丛、滩涂及沼泽草地，在西藏见于海拔2300米的农田，营巢于草丛或苇丛中。该物种的模式产地在福建厦门和上海。
它在3月至7月間在中國和西伯利亞繁殖，5月至8月間在日本繁殖。冬季則遷徙到印尼、菲律賓、新加坡、老撾，並經過東南亞的其他地區。它是極為罕見的迷鳥，最遠曾在1912年的義大利有過一次觀察記錄。

## 行為和生態
秋小鷺在蘆葦灘中繁殖，並傾向於在黃昏時出來覓食。

## 保育狀況
秋小鷺在其廣泛的分佈範圍內數量眾多，已被IUCN紅色名錄評估為無危物種。